# Campe (Adelsgeschlecht, Kirchberg)

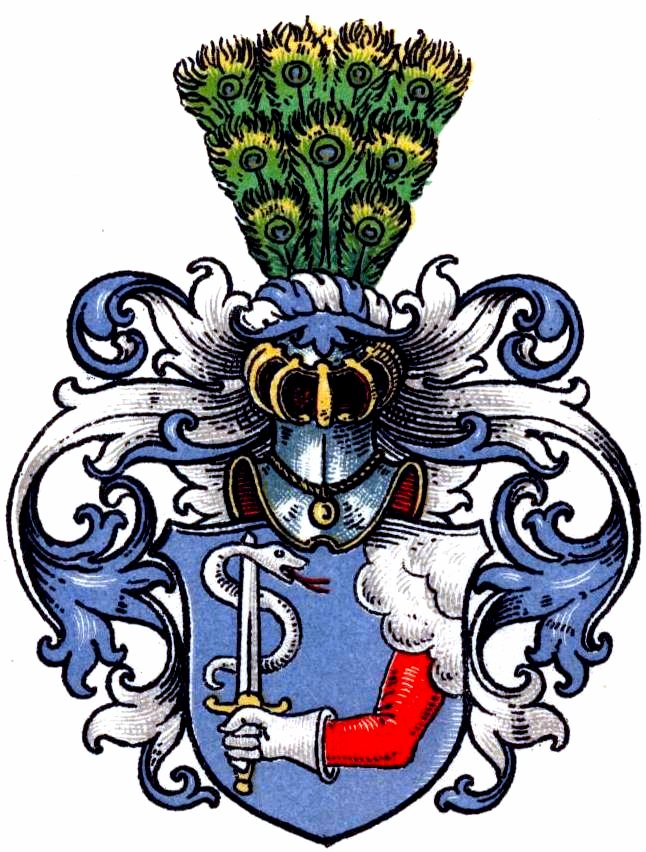
Wappen derer von Campe zu Kirchberg

Die Herren von Campe (auch: Campen) waren ein niedersächsisches Adelsgeschlecht zu Seesen-Kirchberg.
Die hier behandelte Familie ist von den namensgleichen, aber nichtverwandten und wappenverschiedenen Adelsgeschlechtern Campe (Emsland), Campe (Hildesheim) und Campe (Poggenhagen) sowie dem braunschweigischen Adelsgeschlecht Campe zu unterscheiden.

## Geschichte
Der Stammsitz des Geschlechts, ursprünglich Patrizier, war ein Adelssitz in Kirchberg bei Seesen. Dieser kam 1615 zusammen mit Ildehausen, ebenfalls bei Seesen, vom Herzog Friedrich Ulrich als Lehen an den aus Minden stammenden Fürstlich-braunschweigischen Rat und Berghauptmann Daniel von Campen († 1654). Über die Nobilitierung desselben ist nichts bekannt, aber 1621 war er als adelig anerkannt.
Tusnelda von Campen (1836–1897), die Letzte ihres Geschlechts, trug 1863 ihrem Ehemann Leo von Petersdorff (1830–1904) aus dem Adelsgeschlecht derer von Petersdorff die Erbgüter Kirchberg und Ildehausen zu. Durch die in Neustrelitz am 16. Februar 1887 vollzogene Mecklenburg-Strelitzsche Namensvereinigung von Petersdorff-Campen lebt der Familienname Campe(n) bis heute fort.

## Wappen
Blasonierung: In Blau ein aus dem linken Schildrand aus silbernen Wolken hervorwachsender, roter Arm mit silbernem Handschuh, der ein Schwert mit goldenem Griff trägt, um welches sich eine silberne Schlange windet. Auf dem blau-silbern bewulsteten Helm ein grüner Pfauenstoß. Die Helmdecken sind blau-silbern.